# Gedrehtes Federgras
Das Gedrehte Federgras (Stipellula capensis, Syn.: Stipa capensis, Stipa tortilis) ist eine Pflanzenart aus der Gattung Stipellula innerhalb der Familie der Süßgräser (Poaceae).

## Beschreibung

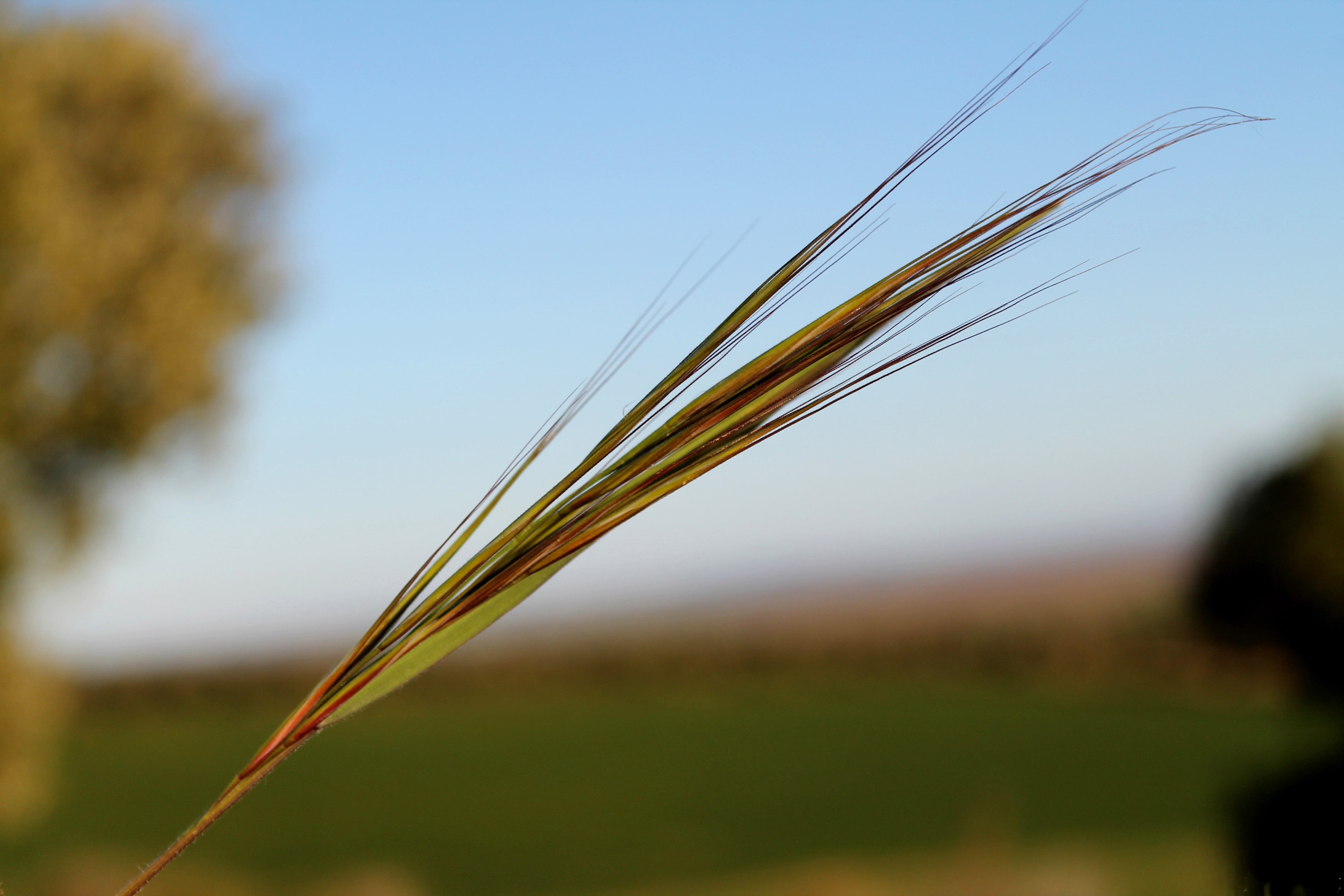
Blütenstand

### Vegetative Merkmale
Das Gedrehte Federgras ist eine ein- oder zweijährige krautige Pflanze. Sie wächst in dichten Büscheln. Die Halme weisen eine Wuchshöhe von 10 bis 70 Zentimetern auf, sie sind gekniet-aufsteigend, glatt und kahl und manchmal unter dem Blütenstand etwas rau. Die Laubblätter sind blau-grün, eingerollt, bis 15 Zentimeter lang und 1 bis 4 Millimeter breit, das oberste Blatt mit verbreiterter Scheide, die den Blütenstand unten zunächst einschließt. Das Blatthäutchen ist ein kurzer Saum, es ist bewimpert wie auch die Mündung der Blattscheide.

### Generative Merkmale
Die Blütezeit reicht von März bis Juni. Der rispige Blütenstand ist 3 bis 15 Zentimeter lang, dicht und zur Reifezeit zusammengedreht. Die Ährchen sind zweiblütig, ohne die Granne sind sie 12 bis 20 Millimeter lang. Die untere Hüllspelze ist bis 16 Millimeter lang und etwas länger als die obere. Die Deckspelze ist 5 bis 9 Millimeter lang, behaart und trägt eine 6 bis 12 Zentimeter lange, zweifach gekniete Granne. Diese Granne ist bis zum zweiten Knie gedreht und behaart, darüber aber gerade und rau. Die Vorspelze ist nur ein Drittel so lang wie die Deckspelze. Die Staubbeutel sind 2 bis 3 Millimeter lang.
Die Chromosomenzahl beträgt 2n = 36.

## Vorkommen
Das Gedrehte Federgras kommt vom Mittelmeerraum bis Indien, in Südafrika und in Makaronesien vor.
Das Gedrehte Federgras wächst in Grasfluren, auf Weideland und in Garigues.

## Taxonomie
Die Erstveröffentlichung erfolgte 1794 unter dem Namen (Basionym) Stipa capensis durch Carl Peter Thunberg in Prodromus Plantarum Capensium, quas in Promontorio Bonae Spei Africes, annis 1772-1775, collegit Carol. Peter Thunberg, Teil 1, Seite 19. Röser und Hamasha stellten 2012 diese Art in Schlechtendalia, Band 24, Seite 92 in die von ihnen neu aufgestellte Gattung Stipellula Röser & Hamasha. Weitere Synonyme für Stipellula capensis (Thunb.) Röser & Hamasha sind Stipella capensis (Thunb.) Röser & Hamasha, Stipa retorta Cav., Stipa tortilis Desf., Stipa humilis Brot.